# Peter Cushing
Peter Wilton Cushing (Kenley, Surrey, Egyesült Királyság, 1913. május 26. – Canterbury, Kent, 1994. augusztus 11.) angol színpadi, film- és televíziós színész. A Brit Birodalom Rendje tiszti fokozatának (OBE) birtokosa.
Az 1950-es évektől kezdve a Hammer Productions horrorfilmjeiben játszott szerepei tették ismertté. Több, mint 100 filmben szerepelt. Egyik legismertebb alakítása Wilhuff Tarkin „nagymoff”, az első, 1977-es Csillagok háborúja-filmben. 

## Élete

### Tanulmányai
Iskoláit befejezve a londoni Guildhall School of Music and Drama színiakadémiára nyújtott be felvételi kérelmet. Kiejtése és beszédmódja miatt első vizsgáztatója, Allan Aynesworth kidobta, és csak beszédjavító gyakorlatok után vették fel.

### Színészi pályája
1935-ben, 22 évesen debütált  a worthingi Connaught Theatre színpadán, Ian Hay : The Middle Watch című színművében, mint Randall kapitány. Három évig maradt a repertoár-színháznál. 1938-ban az Egyesült Államokba utazott, hogy Hollywoodban csináljon filmes karriert.
Első (amerikai) filmszerepét 1939-ben kapta, katonatisztet alakított James Whale. A vasálarcos c. történelmi kalandfilmjében. Amerikában sorra kapta a kisebb filmszerepeket, de a második világháború kitörésekor haza kellett térnie. Egészségügyi alkalmatlanság miatt nem hívták be katonai szolgálatra, a katonák számára szórakoztató műsorokat adó kulturális szervezetben ( Entertainments National Service Association, ENSA) ténykedett.
A háború után angol filmekben figyelemre méltó alakításokat nyújtott, pl. ő volt Osric a Laurence Olivier által rendezett 1948-as Hamletben. Ennek ellenére a háború utáni években igen nehezen kapott szerepeket. Ekkor úgy érezte, más megélhetést kell keresnie.
Váratlan sikereket aratott azonban a ekkor induló televízió élő színházi közvetítéseiben. Hamarosan a BBC egyik jól ismert tévészínpadi „arca” lett. Kiemelkedő alakítást nyújtott a BBC vasárnap esti televíziós színházi közvetítései során Rudolph Cartier rendező 1984 című filmjében, George Orwell regényének színpadi adaptációjában, a főszereplő Winston Smith megformálásával (1954).

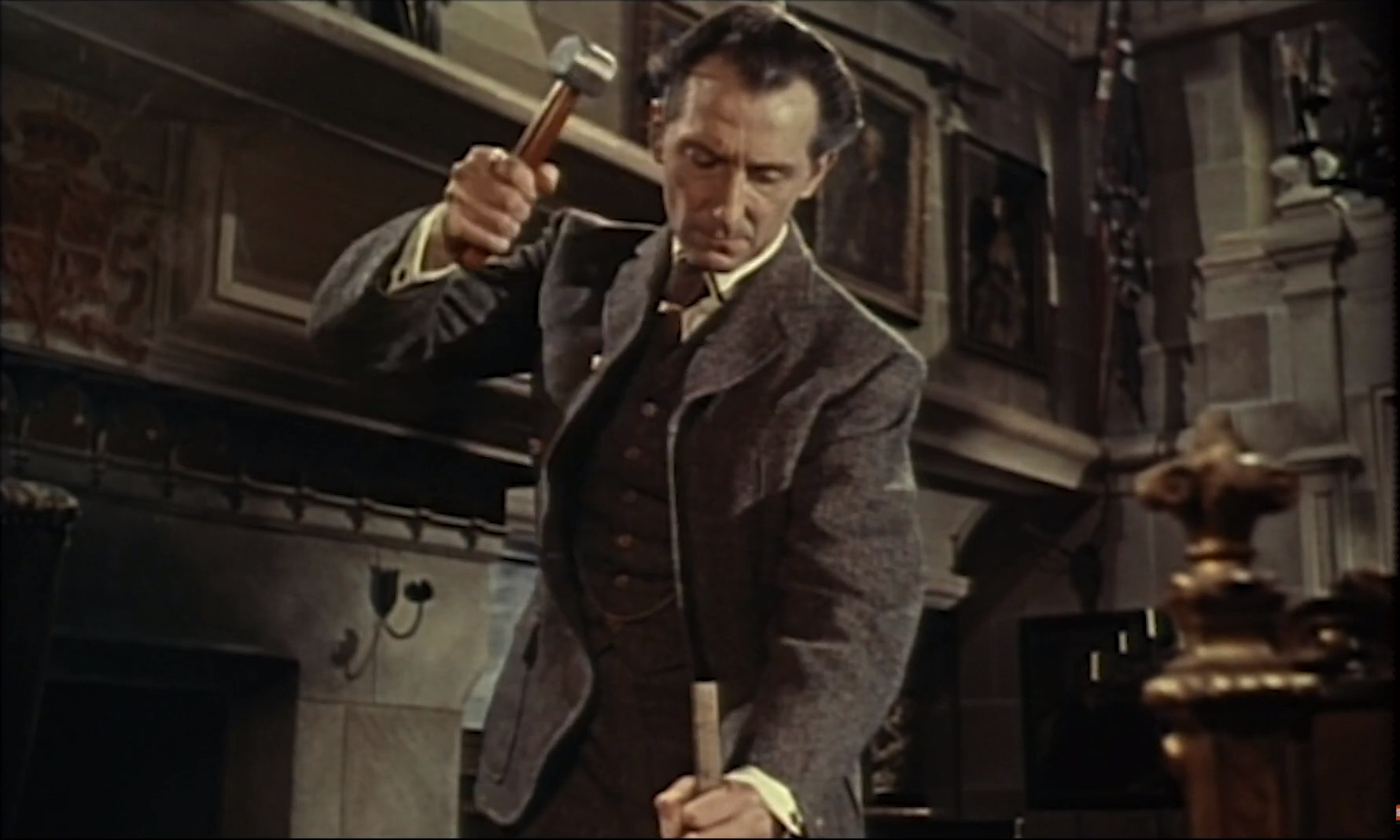
Van Helsing szerepében a Drakula menyasszonyai-ban (1960)

Az 1950-es évektől kezdve folyamatosan kapta a szerepeket a Hammer Productions népszerű horrorfilmjeiben, amelyekkel világszerte ismertséget szerzett. 22 ilyen filmben játszott főszerepet vagy fontos mellékszerepet. A Hammer stúdió hét Frankenstein-filmjéből hatban ő volt a főszereplő, Victor Frankenstein báró, és további öt Drakula-filmben ő alakította Abraham Van Helsing doktort, a vámpírvadászt. Cushing gyakran szerepelt együtt az amerikai Vincent Price-szal és az angol Christopher Lee-vel. Utóbbival életre szóló szoros barátságot kötött. Cushing megjelent a Hammer stúdió más filmjeiben is, a Förtelmes havasi ember-ben (1957) és a A múmiában (1959) is. Ugyancsak 1959-ben A sátán kutyája című Hammer-filmben játszotta először Sherlock Holmes magándetektívet, akinek szerepét később további filmekben is megkapta.

Tarkin „nagymoff” szerepében a Csillagok háborújában (1977)

Cushingot gyakorlatilag beskatulyázták, mint horrorfilmes karaktert.  A Ki vagy, doki? fantasztikus sorozatban a The Daleks (1965) és a Daleks’ Invasion Earth 2150 A.D. (1966) filmsorozatokban ő játszotta a Doktort. Pályájának csúcsán, legnagyobb nézettségét érte el 1977-ben, George Lucas első, eredeti Csillagok háborúja-filmjében, ahol Wilhuff Tarkin „nagymoff”-ot, tábornok-kormányzót alakította.
Ezután is filmezett, egészen 1986-ig, televíziós műsorokban 1991-ig. 1989-ben életművéért és színészi mesterséghez való hozzájárulásáért megkapta Brit Birodalom Rendjét (OBE). Két önéletrajzi kötetet írt és adott ki.

### Magánélete és halála

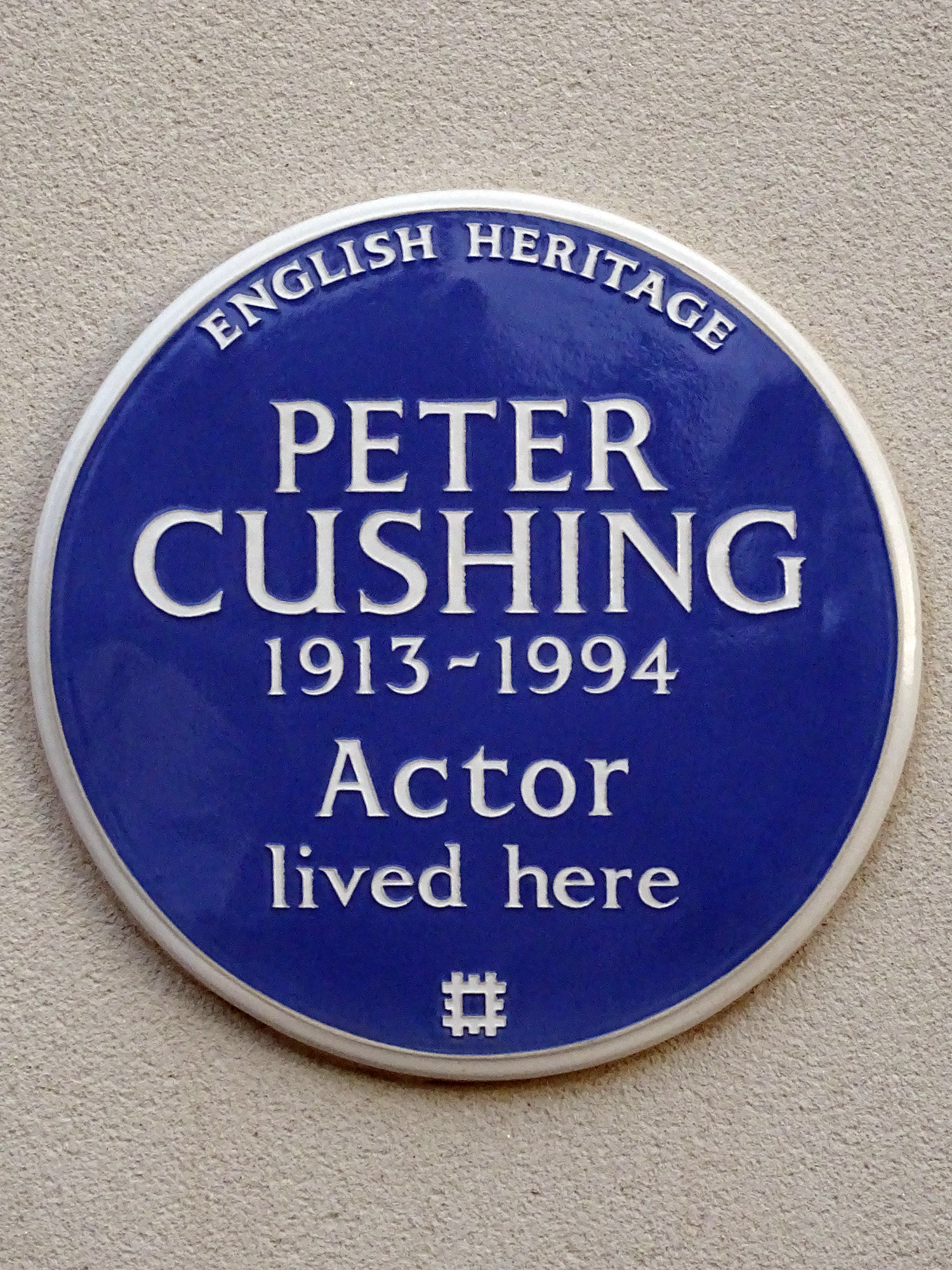
Emléktáblája egykori lakóházán, London Croydon kerületében

1943-ban vette feleségül Violet Helene Becket. 28 évig éltek együtt, Beck haláláig, 1971-ig. Felesége halála nagyon megviselte Cushingot, hirtelen megöregedett, erősen lefogyott. 1972 után több filmje forgatókönyvében átírták a neki szánt szerepeket idősebb típusú karakterre, pl. a Dracula A.D. 1972-ben is, ahol Val Helsing az eredeti forgatókönyv szerint a Jessica (Stephanie Beacham) apja volt, de az elkészült filmben Cushing már Jessica nagyapjaként szerepel.
1994-ben hunyt el, prosztatarák következtében.

## Főbb filmszerepei
- 1939: A vasálarcos (The Man in the Iron Mask), katonatiszt
- 1939: Stan és Pan, az oxfordi diákok (A Chump at Oxford), Jones hallgató
- 1940: Virraszt a szeretet (Vigil in the Night), Joe Shand
- 1948: Hamlet, Osric
- 1952: Büszkeség és balítélet (Pride and Prejudice´, tévéfilm, Mr. Darcy
- 1952: Moulin Rouge, Marcel de la Voisier
- 1954: 1984 (Nineteen Eighty-Four), Winston Smith
- 1956: Nagy Sándor, a hódító (Alexander the Great), Memnon tábornok
- 1957: Frankenstein átka (The Curse of Frankenstein), Victor Frankenstein
- 1957: Förtelmes havasi ember (The Abominable Snowman), Dr. Rollason
- 1958: Drakula (Dracula), Dr. Van Helsing
- 1958: Frankenstein bosszúja (The Revenge of Frankenstein), Dr. Victor Stein
- 1959: A sátán kutyája (The Hound of the Baskervilles), Sherlock Holmes
- 1959: A múmia (The Mummy), John Banning
- 1960: Dracula menyasszonyai (The Brides of Dracula), Dr. Van Helsing
- 1960: Robin Hood új kalandjai (The Brides of Dracula), Nottinghami főbíró
- 1961: A Pokoltüze klub (The Hellfire Club), Mr. Merryweather
- 1965: Dr. Terror rémséges háza (Dr. Terror’s House of Horrors), Dr. Terror
- 1965: Dr. Who and the Daleks, Dr. Who (a Doktor)
- 1966: Daleks’ Invasion Earth 2150 A.D., Dr. Who (a Doktor)
- 1967: Frankenstein nőt alkotott (Frankenstein Created Woman), Frankenstein báró
- 1967: Bosszúállók (The Avengers), tévésorozat, Paul Beresford
- 1967: Gyötrelmek kertje (Torture Garden), Lancelot Canning
- 1968: Sherlock Holmes, tévésorozat, Sherlock Holmes
- 1969: Frankensteint el kell pusztítani (Frankenstein Must Be Destroyed), Baron Frankenstein
- 1970: Még egyszer (One More Time), Dr. Frankenstein
- 1970: Vámpír szeretők (The Vampire Lovers), Von Spielsdorf tábornok
- 1971: A vértől csöpögő ház (The House That Dripped Blood), Philip
- 1971: A gonosz ikrek (Twins of Evil), Gustav Weil
- 1972: Mesék a kriptából (Tales from the Crypt), Grimsdyke
- 1972: Dracula A.D. 1972, Lorrimer Van Helsing professzor
- 1972: Rettegés az éjszakában (Fear in the Night), Igazgató / Michael Carmichael
- 1972: Dr. Phibes visszatér (Dr. Phibes Rises Again), kapitány
- 1973: Mikor a csontváz ébred (The Creeping Flesh), Emmanuel Hildern
- 1973: Drakula sátáni ünnepe (The Satanic Rites of Dracula), Lorrimer Van Helsing professzor
- 1974: A síron túlról (From Beyond the Grave), tulajdonos
- 1974: Őrültek háza (Madhouse), Herbert Flay
- 1974: Leopárd és társai (The Zoo Gang), tévésorozat, Gautier bíró
- 1974: Van Helsing és a 7 aranyvámpír (The Legend of the 7 Golden Vampires), Lawrence Van Helsing professzor
- 1976: Alfa holdbázis (Space: 1999), tévésorozat, Raan
- 1976: A Föld magjában (At the Earth’s Core), Dr. Abner Perry
- 1976: The New Avengers, tévésorozat, Von Claus tábornok
- 1977: Csillagok háborúja (Star Wars), Tarkin „nagymoff”
- 1979: Elil rózsája (Arabian Adventure), Al Wuzara vezír
- 1980: Két város története (A Tale of Two Cities), Dr. Alexander Manette
- 1983: Hosszú árnyak (House of the Long Shadows), Sebastian Grisbane
- 1983: Meghökkentő mesék (Tales of the Unexpected) (TV Series), Von Baden
- 1984: Gawain és a zöld lovag (Sword of the Valiant: The Legend of Sir Gawain and the Green Knight), Gaspar, a sénéchal
- 1984: The Masks of Death, tévéfilm, Sherlock Holmes
- 1986: Kaland az időben (Biggles), William Raymond repülő ezredes